# Předvědomí
Předvědomí je termín, který zavedl zakladatel psychoanalýzy Sigmund Freud.
Původně Freud pracoval pouze s termíny vědomí a nevědomí. Avšak roku 1908 se rozhodl přidat pojem předvědomí pro lokalizaci těch obsahů mysli, které jsou sice nevědomé (neuvědomované), ale nebyly vytěsněné a neexistuje tedy odpor vědomí vůči jejich návratu. O trojici vědomí-předvědomí-nevědomí se, zvláště ve francouzské psychoanalýze, někdy hovoří jako o "první topice" (topikou je míněn pseudoprostorový model psýchy). Druhou topiku Freud definoval roku 1923 a byla tvořena pojmy Ego, superego a id. Id neboli Ono označuje nevědomí, není ovšem zcela jasné, do jaké míry se obě topiky překrývají.